# Hurrejávrre
Hurrejávrre är en sjö som ligger på gränsen mellan Hamarøy kommun och Sørfold kommun i Norge, i bergsmassivet Hurre. Tillflöden kommer från några mindre sjöar öster om Hurrejávrre samt från ett antal mindre jokkar på Ridoalgetjåhkkås södra och östra sidor. Sjön avvattnas av Hurrejåhkå som mynnar i Vásstenjávrre i Sverige och ingår i Luleälvens huvudavrinningsområde. Avrinningsområdet uppströms Hurrejávrre är 11,99 km2 stort.
Området där sjön ligger är en högplatå avgränsad av högre berg på norra sidan. Flera sjöar ligger utspridda på platån varav de två största är Hurrejávrre och Niennajávrre. Enligt kartan från 1913 var området då täckt av en stor glaciär - Hurrejiekŋa - vilket förklarar bristen på växtlighet. Snö och is ligger ofta kvar på högplatån långt in i augusti så växtsäsongen blir mycket kort.

## Galleri

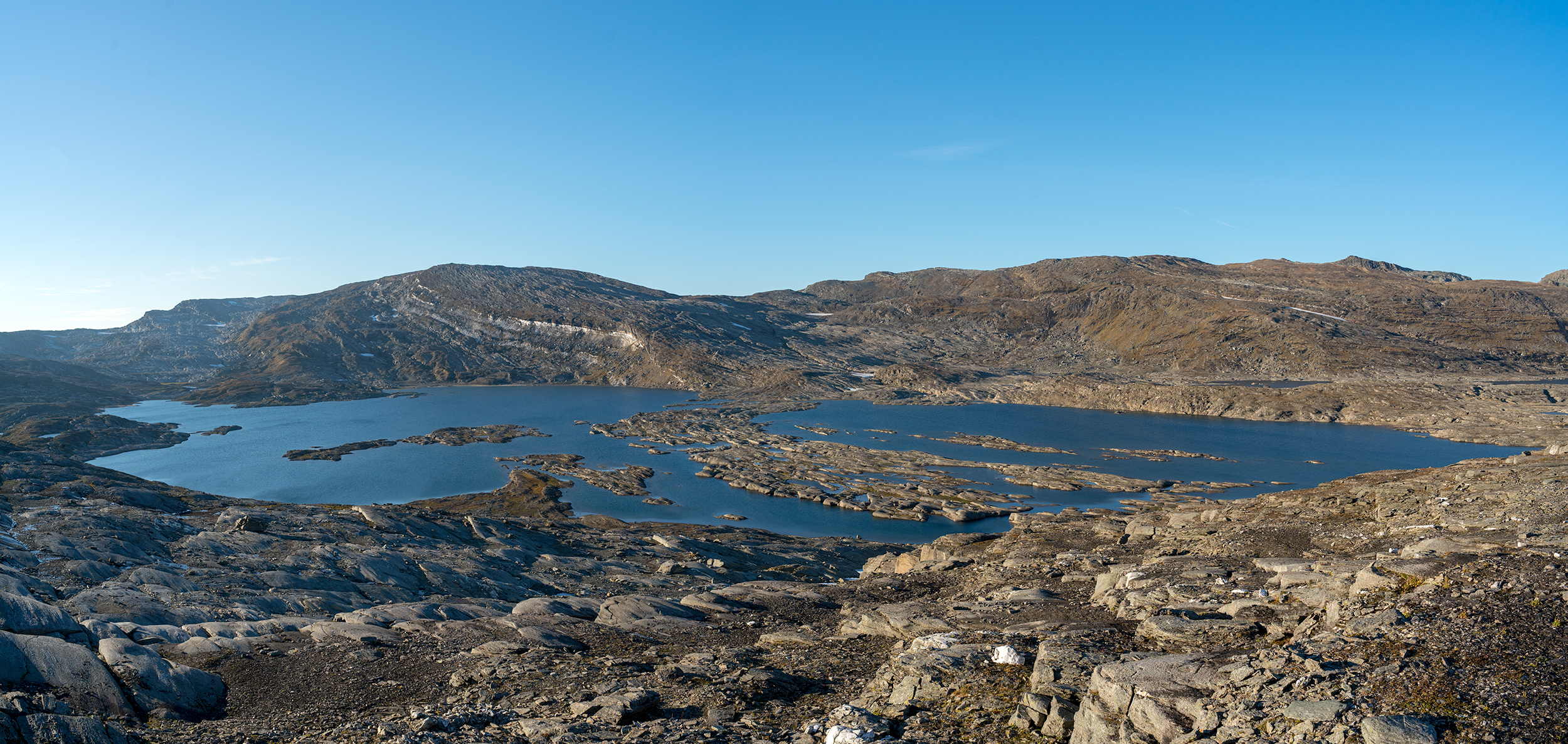
Vy mot Hurrejávrre från norra sidan av Guovdoajvve (Midttoppen).
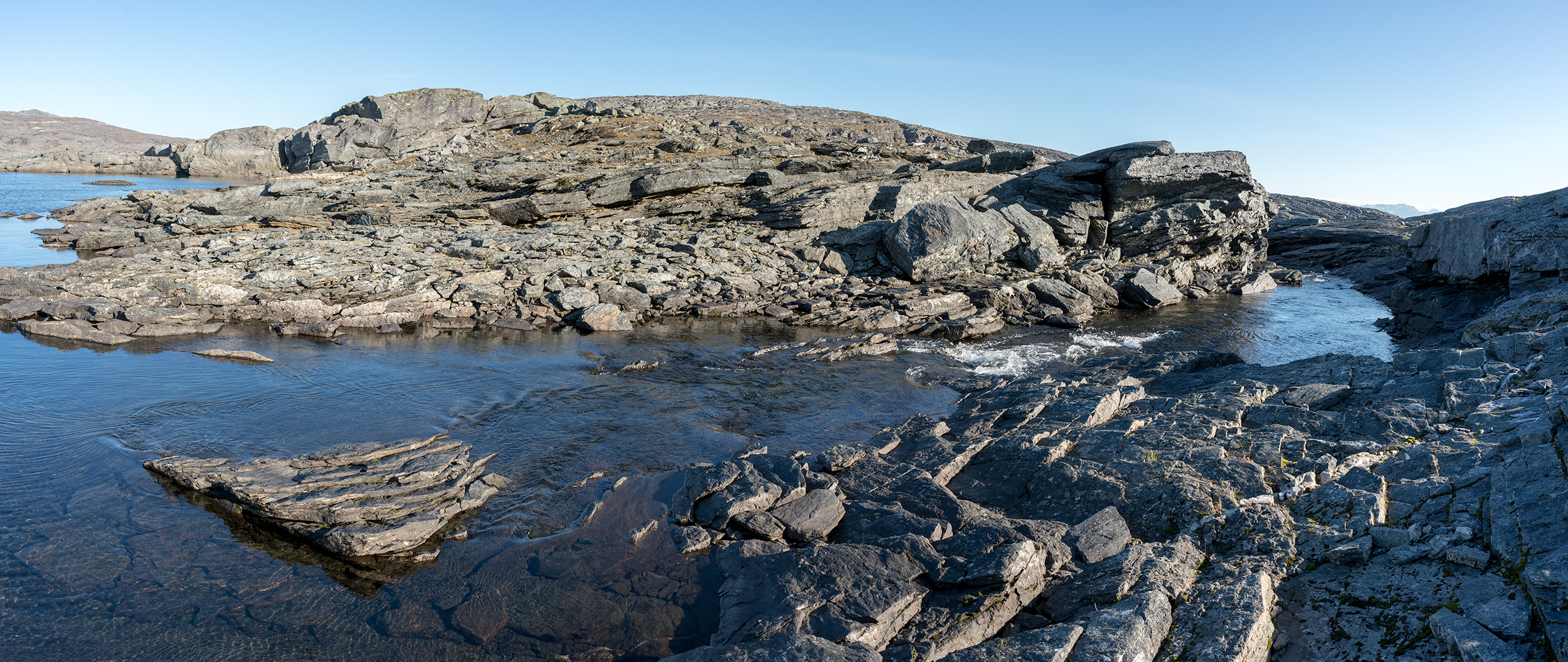
Hurrejåhkå vid utloppet av Hurrejávrre - låg vattenföring i september.

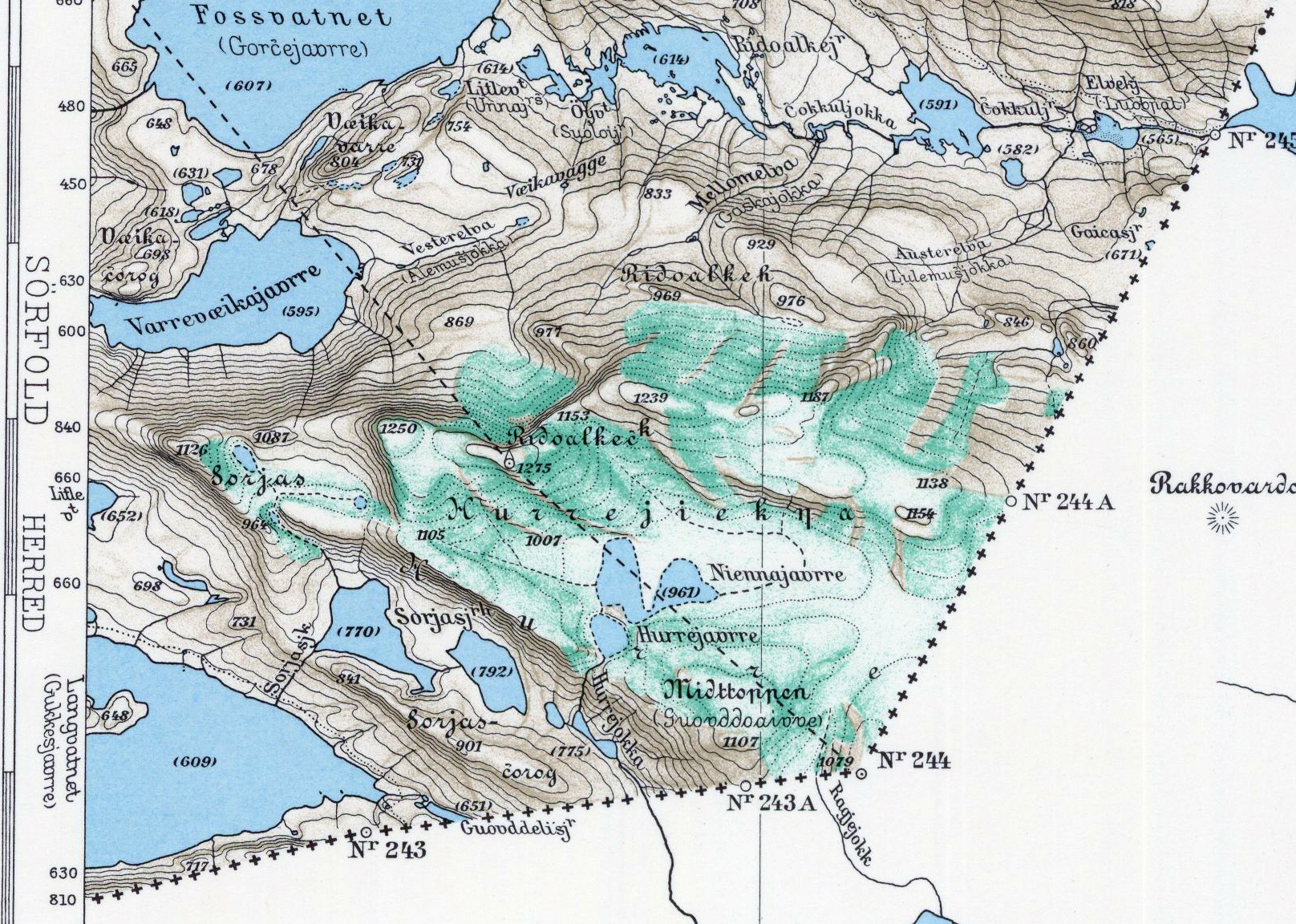
Karta över Hurre utgiven 1913.
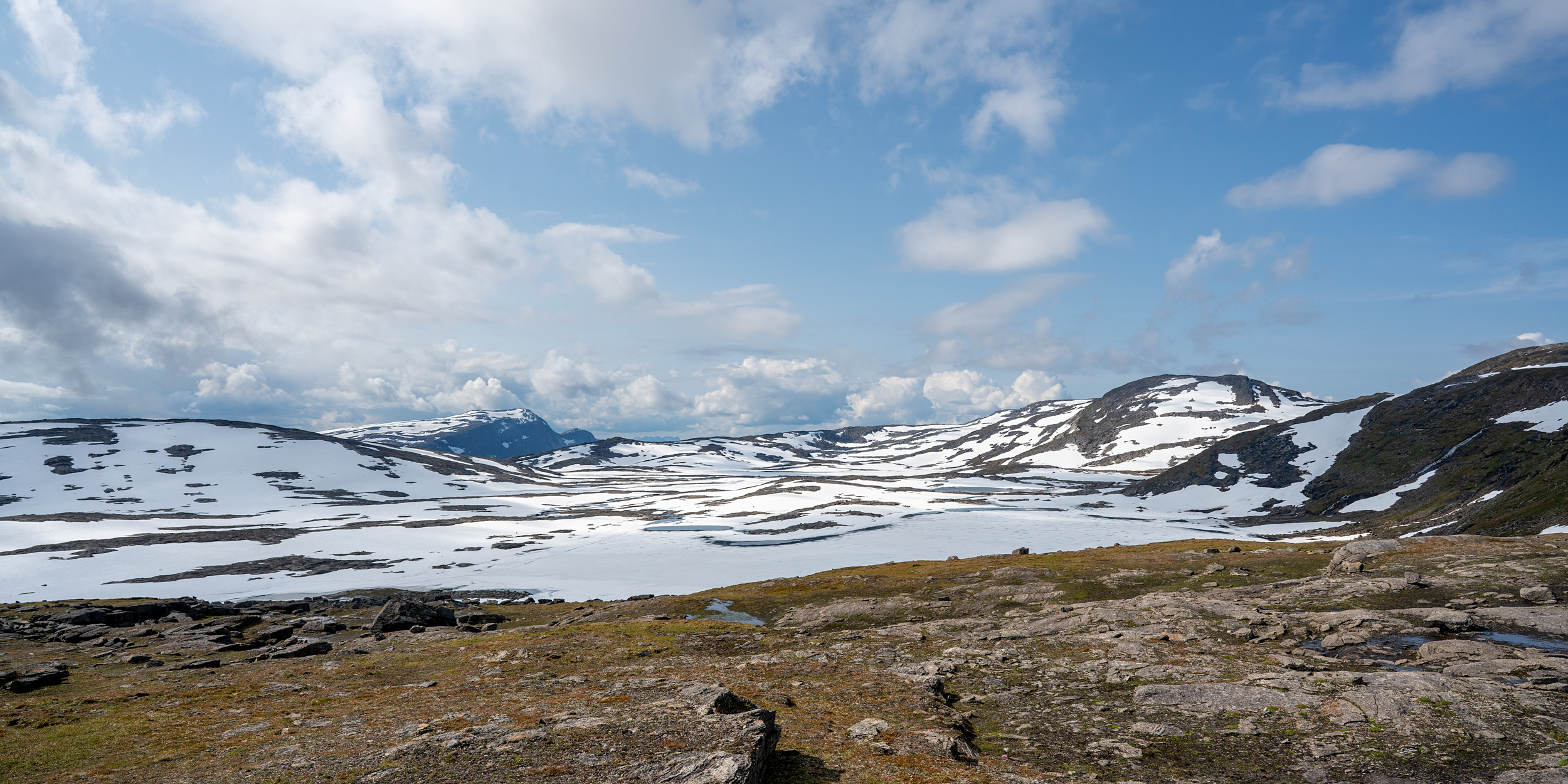
Vy mot Hurrejávrre och Niennajávrre. Sjöarna är fortfarande täckta av is och snö den 8 augusti.
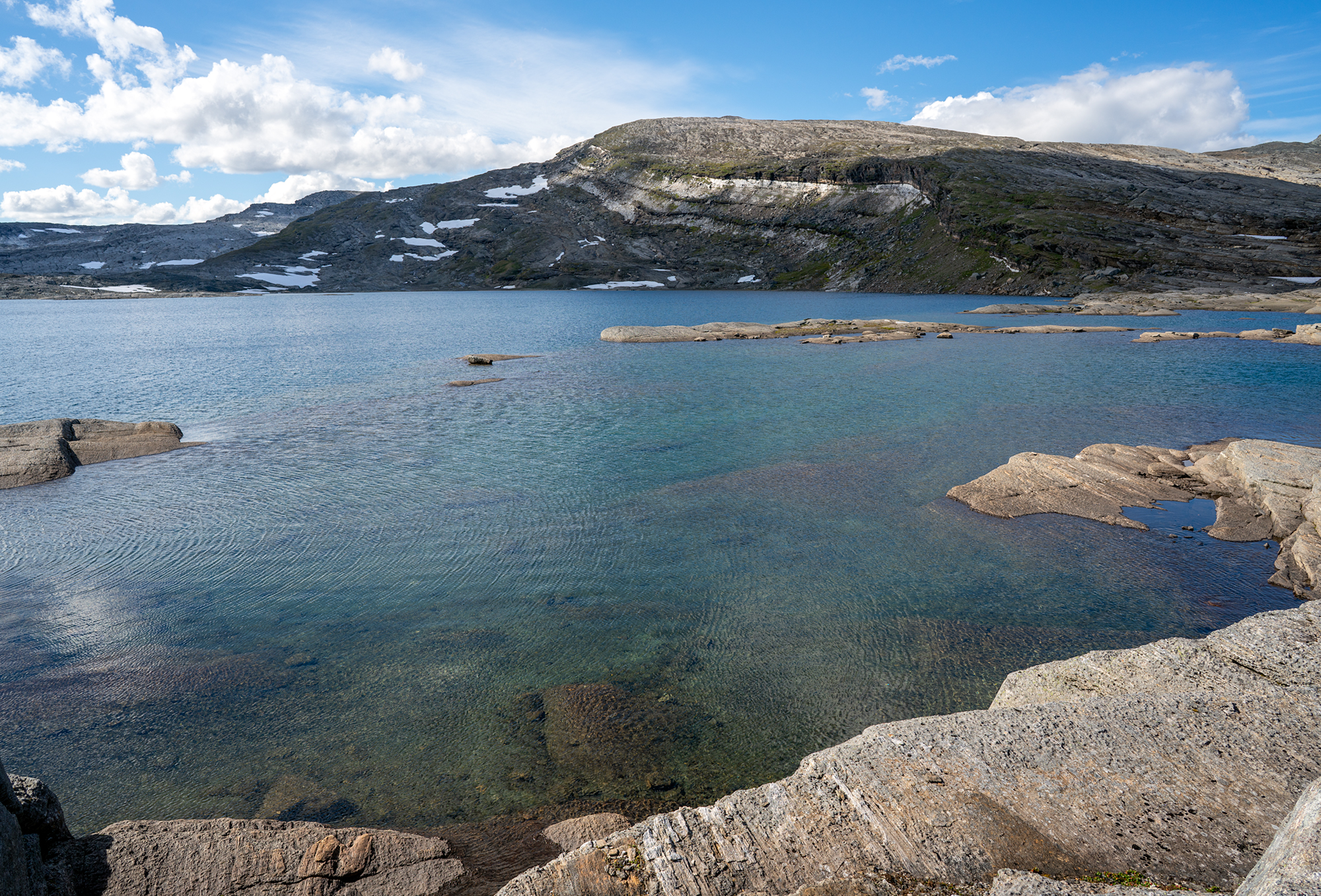
Vy mot Ridoalgetjåhkkå från landtungan som nästan delar Hurrejávrre i två delar.